# The fading ghosts of twilight
The fading ghosts of twilight is het debuutalbum van Agents of Mercy. Gitarist Roine Stolt vond naast zijn werk in The Flower Kings en Transatlantic tijd voor nog een muziekgroep, Agents of Mercy. Reingold en Csörsz waren ook afkomstig uit of zaten nog in The Flower Kings. De zanger is afkomstig uit Unitopia. Het album is verspreid over zeven geluidsstudio's opgenomen. Sylvan heeft daarbij anders dan per telefoon of e-mail geen contact gehad met de andere musici, of de overige musici elkaar in de studio ontmoet hebben is onduidelijk. Stolt was verantwoordelijk voor de eindmontage.

## Musici
- Nad Sylvan – zang (opgenomen in zijn thuisstudio)
- Roine Stolt – gitaar, basgitaar, toetsinstrumenten, ukulele, zang (Uppsala)
- Biggo Zelfries – toetsinstrumenten waaronder minimoog en mellotron, viool (New York)
- Jonas Reingold – basgitaar (4,5) (Lund)
- Pat Masteletto – slagwerk (2,4,7,12) (Texas)
- Zoltan Csörsz – slagwerk (5,8,9,10) (Malmö)
- Jimmy Keegan – slagwerk (1,3,6,11) (Californië)

## Muziek
Alle van Stolt

| Nr. | Titel                         | Duur  |
| --- | ----------------------------- | ----- |
| 1.  | The fading ghosts of twilight | 7:29  |
| 2.  | The unwanted brother          | 5:46  |
| 3.  | Afternoon skies               | 4:02  |
| 4.  | Heroes and beacons            | 9:07  |
| 5.  | Jesus on the barricades       | 4:03  |
| 6.  | Wait for the sun              | 5:18  |
| 7.  | A different sun               | 8:09  |
| 8.  | Ready to fly                  | 4:53  |
| 9.  | People like us                | 4:55  |
| 10. | A soldiers tale               | 11:49 |
| 11. | Bomb inside her heart         | 4:25  |
| 12. | Mercy and mercury             | 7:56  |